# La Vall d’Uixó
La Vall d’Uixó (Spanisch: Vall de Uxó) ist eine Gemeinde in der Provinz Castellón der Autonomen Gemeinschaft Valencia in Spanien. Die Stadt liegt wenige Kilometer von der Mittelmeerküste entfernt und hat ein mediterranes Klima.

## Geografie
Die Gemeinde ist 25 km von der Provinzhauptstadt Castellón de la Plana und 46 km von der Regionalhauptstadt Valencia entfernt. Die Zufahrt ist nur über die Straße (CV-10) möglich. Sein Gebiet grenzt an die Gemeinden Almenara, Artana, Alfondeguilla, La Llosa, Moncófar, Nules, Chilches und Sagunt in der Provinz Valencia.

## Geschichte
Es gibt archäologische Zeugnisse über die Existenz von Menschengruppen in prähistorischer Zeit in den Höhlen der Umgebung. Das Gebiet wurde später von den Iberern besiedelt, und während der römischen Herrschaft widmete sich die Bevölkerung im Wesentlichen der Landwirtschaft, wie es die Funde von Resten römischer Villen, aber nicht von Städten belegen. Von der westgotischen Besetzung bleibt eine Nekropole aus dem 6./7. Jahrhundert übrig, die arabische Besetzung hinterließ keine Gebäude, da sie von den Christen, die die Stadt 1238 unter dem Befehl von Jakob I. von Aragonien eroberten, zerstört oder verändert bzw. anders genutzt wurden. Danach war sie königliche Herrschaft bis 1436, als König Alfons der Großmütige seinem Bruder Enrico einige Städte schenkte, darunter Vall de Uixò, die dann in den folgenden Jahrhunderten den Status einer Herrschaft beibehielten, bis die Feudalherrschaft 1811/23 gesetzlich abgeschafft wurden. Im 20. Jahrhundert erfolgte die Industrialisierung und das Wachstum des Tourismus in dem nah am Meer gelegenen Ort.

## Demografie
| Einwohnerentwicklung | Einwohnerentwicklung | Einwohnerentwicklung | Einwohnerentwicklung | Einwohnerentwicklung | Einwohnerentwicklung | Einwohnerentwicklung | Einwohnerentwicklung | Einwohnerentwicklung | Einwohnerentwicklung | Einwohnerentwicklung | Einwohnerentwicklung | Einwohnerentwicklung | Einwohnerentwicklung |
| 1857                 | 1887                 | 1900                 | 1910                 | 1920                 | 1930                 | 1940                 | 1950                 | 1960                 | 1970                 | 1981                 | 1991                 | 2010                 | 2019                 |
| -------------------- | -------------------- | -------------------- | -------------------- | -------------------- | -------------------- | -------------------- | -------------------- | -------------------- | -------------------- | -------------------- | -------------------- | -------------------- | -------------------- |
| 7.229                | 8.506                | 8.643                | 8.856                | 8.807                | 9.216                | 9.630                | 11.712               | 18.596               | 24.105               | 26.145               | 27.387               | 32.983               | 31.660               |

## Sehenswürdigkeiten
La Vall d’Uixó verfügt über mehrere religiöse Gebäude, alte Höhlenmalereien und zwei historische Stadtzentren.

## Persönlichkeiten
- José Peirats Valls (1908–1989), Anarchist, Kämpfer im spanischen Bürgerkrieg, Aktivist, Journalist und Historiker
- Eduardo Castelló (1940–2020), Radrennfahrer
- Alex Debón (* 1976), Motorradrennfahrer

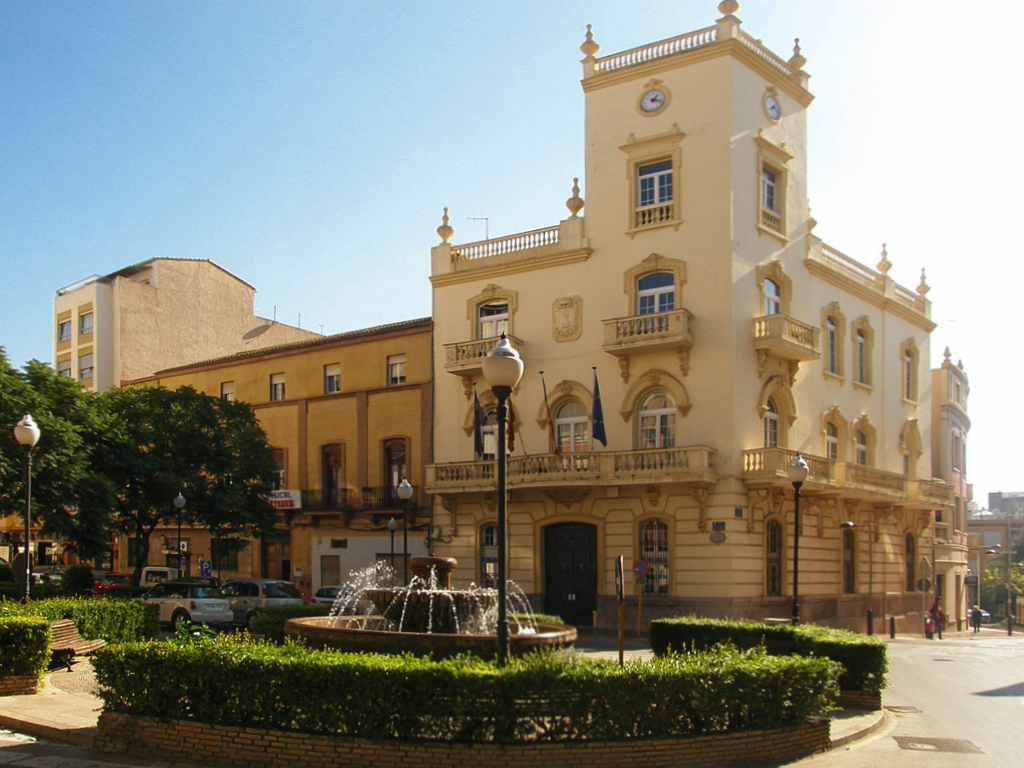
Rathaus
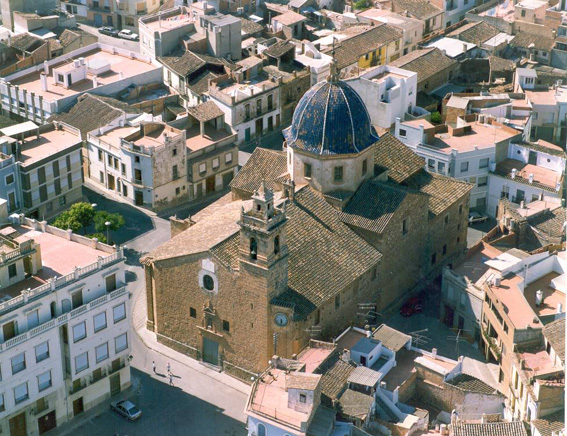
Església de l'Àngel